# Dario Antiseri
Dario Antiseri (né le 9 janvier 1940 à Foligno, en Ombrie) est un philosophe et historien de la philosophie italien.

## Biographie
Philosophe italien originaire de la ville de Spello en Ombrie, diplômé en philosophie à l'université de Pérouse en 1963, Dario Antiseri a fait ses études à l'université de Vienne et à l'université d'Oxford. Ses recherches portent notamment sur l’épistémologie de Karl Popper et l’herméneutique.
Il a été de nombreuses années professeur et doyen du département de Science politique à la LUISS de Rome, où il a enseigné la méthodologie des sciences sociales. Il a également enseigné à l'université de Sienne et à l'université de Padoue.
En février 2002, il lui a été remis un doctorat honoris causa de l'université de Moscou. Il est élevé au rang de grand-officier de l'ordre du Mérite de la République italienne en 2006.

## Œuvres
- Perché la metafisica è necessaria per la scienza e dannosa per la fede, Brescia, Queriniana, 1980, 2ª ed. aumentata 1991.  (ISBN 88-399-0623-1).
- Dario Antiseri e Nicola Alberto De Carlo. Epistemologia e metodica della ricerca in psicologia, Padova, Liviana Editrice, 1987.  (ISBN 8876750371).
- Dario Antiseri et al., C'è ancora spazio per la fede?, Milano, Rusconi Libri, 1992.
- Dario Antiseri e Ralf Dahrendorf. Il filo della ragione, Roma, Donzelli, 1995.
- Liberi perché fallibili, Soveria Mannelli, Rubbettino, 1995.
- Trattato di metodologia delle scienze sociali, UTET Università, 1996.
- Carl Gustav Hempel e Dario Antiseri. Come lavora uno storico, Roma, Armando, 1997.
- Liberali. Quelli veri e quelli falsi, Soveria Mannelli, Rubbettino, 1998.
- L'università italiana. Com'è e come potrebbe essere, Soveria Mannelli, Rubbettino, 1998.
- Dario Antiseri et al. Tre idee per un'Italia civile, Soveria Mannelli, Rubbettino, 1998.
- Credere dopo la filosofia del secolo XX, Roma, Armando, 1999.
- Didattica della storia: epistemologia contemporanea, Roma, Armando, 1999.
- Karl Popper, Soveria Mannelli, Rubbettino, 1999.
- L'agonia dei partiti politici, Soveria Mannelli, Rubbettino, 1999.
- Epistemologia e didattica delle scienze, Roma, Armando, 2000.
- Dario Antiseri e Mario Timio. La medicina basata sulle evidenze, Edizioni Memoria, 2000.
- La Vienna di Popper, Soveria Mannelli, Rubbettino, 2000.
- Dario Antiseri e Giovanni Reale. Quale ragione?, Milano, Cortina, 2001.
- Teoria unificata del metodo, UTET Libreria, 2001.
- Dario Antiseri et al. Cattolicesimo, Liberalismo, Globalizzazione, Soveria Mannelli, Rubbettino, 2002.
- Karl Popper. Protagonista del secolo XX, Soveria Mannelli, Rubbettino, 2002.
- Cristiano perché relativista, relativista perché cristiano. Per un razionalismo della contingenza, Soveria Mannelli, Rubbettino Editore, 2003.
- Dario Antiseri, Giovanni Federspil, Cesare Scandellari. Epistemologia, clinica medica e la "questione" delle medicine "eretiche", Soveria Mannelli, Rubbettino Editore, 2003.
- Principi liberali, Soveria Mannelli, Rubbettino Editore, 2003.
- Idee fuori dal coro, Roma, Di Renzo Editore, 2004.
- Ragioni della razionalità [vol. 1], Soveria Mannelli, Rubbettino Editore, 2004.
- Cattolici a difesa del mercato, Soveria Mannelli, Rubbettino, 2005.
- Come leggere Kierkegaard, Milano, Bompiani, 2005.
- Come leggere Pascal, Milano, Bompiani, 2005.
- Credere. Perché la fede non può essere messa all'asta, Roma, Armando Editore, 2005.
- Dario Antiseri e Hans Albert. Epistemologia, ermeneutica e scienze sociali, Roma, Luiss University Press, 2005.
- Introduzione alla metodologia della ricerca, Soveria Mannelli, Rubbettino Editore, 2005.
- Prefazione a Joseph Agassi, La filosofia e l'individuo, Roma, Di Renzo, 2005.
- Ragioni della razionalità [vol.2], Soveria Mannelli, Rubbettino, 2005.
- Relativismo, nichilismo, individualismo. Fisiologia o patologia dell'Europa?, Soveria Mannelli, Rubbettino, 2005.
- Dario Antiseri et al. Teorie della razionalità e scienze sociali, Roma, Luiss University Press, 2005.
- Dario Antiseri e Hans Albert. L'ermeneutica è scienza?, Soveria Mannelli, Rubbettino, 2006.
- Liberali e solidali. La tradizione del liberalismo cattolico, Soveria Mannelli, Rubbettino, 2006.
- La «via aurea» del cattolicesimo liberale, Soveria Mannelli, Rubbettino, 2007.
- Dario Antiseri e Hubert Kiesewetter. «La società aperta» di Karl Popper, Soveria Mannelli, Rubbettino, 2007.
- Von Hayek visto da Dario Antiseri, Roma, Luiss University Press, 2007.
- Dario Antiseri e Gianni Vattimo. Ragione filosofica e fede religiosa nell'era postmoderna, Soveria Mannelli, Rubbettino, 2008.
- Dario Antiseri e Giulio Giorello. Libertà. Un manifesto per credenti e non credenti, Milano, Bompiani, 2008.
- Dario Antiseri e Vito Cagli. Dialogo sulla diagnosi. Un filosofo e un medico a confronto, Roma, Armando Editore, 2008.
- L'attualità del pensiero francescano. Risposte dal passato a domande del presente, Soveria Mannelli, Rubbettino, 2008.
- Dario Antiseri et al. In cammino attraverso le parole, Roma, Luiss University Press, 2009.
- Contro Rothbard. Elogio dell'ermeneutica, Soveria Mannelli, Rubbettino, 2011.
- Dario Antiseri, Corrado Ocone Liberali d'Italia, Soveria Mannelli, Rubbettino, 2011.